# Castello di Bianello
Il castello di Bianello si trova nel comune di Quattro Castella in provincia di Reggio Emilia, nella pedecollina reggiana. È l'unica fortificazione rimasta in piedi dei 4 torrioni che già nell'VIII secolo si collocavano allineati sui quattro colli, partendo da levante, Monte Vetro, Bianello, Monte Lucio e Monte Zane (anche Monte Zagno o Mon Giovanni), che attualmente sovrastano il paese di Quattro Castella. Fa parte del circuito Associazione dei Castelli del Ducato di Parma, Piacenza e Pontremoli. Varie stanze al piano nobile, a cui si accede attraverso un imponente scalone neo-barocco, conservano affreschi del Seicento e del Settecento. Si sono conservate le prigioni con originali iscrizioni dei prigionieri nelle varie epoche storiche.

## L'origine storica

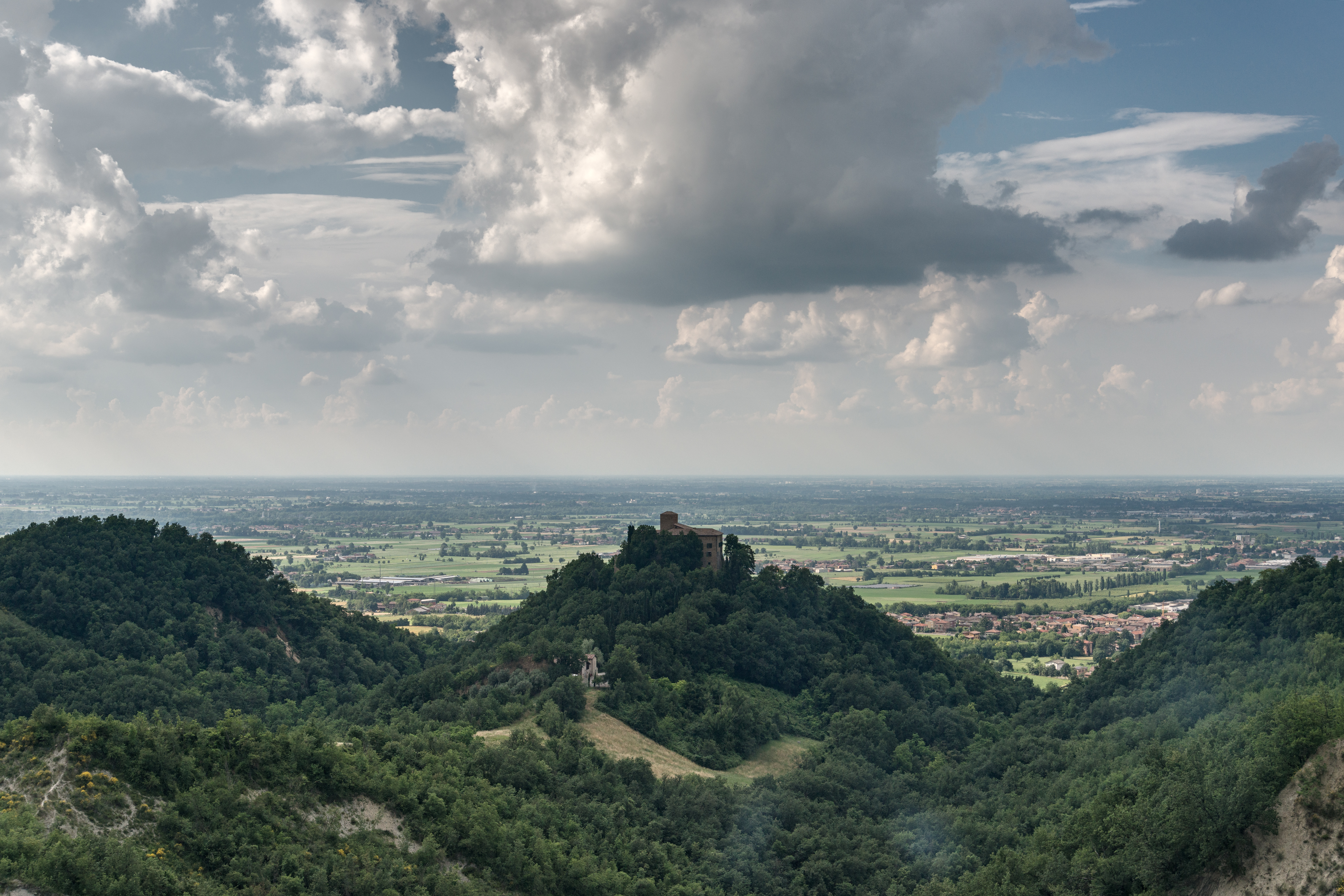
Panorama da sud

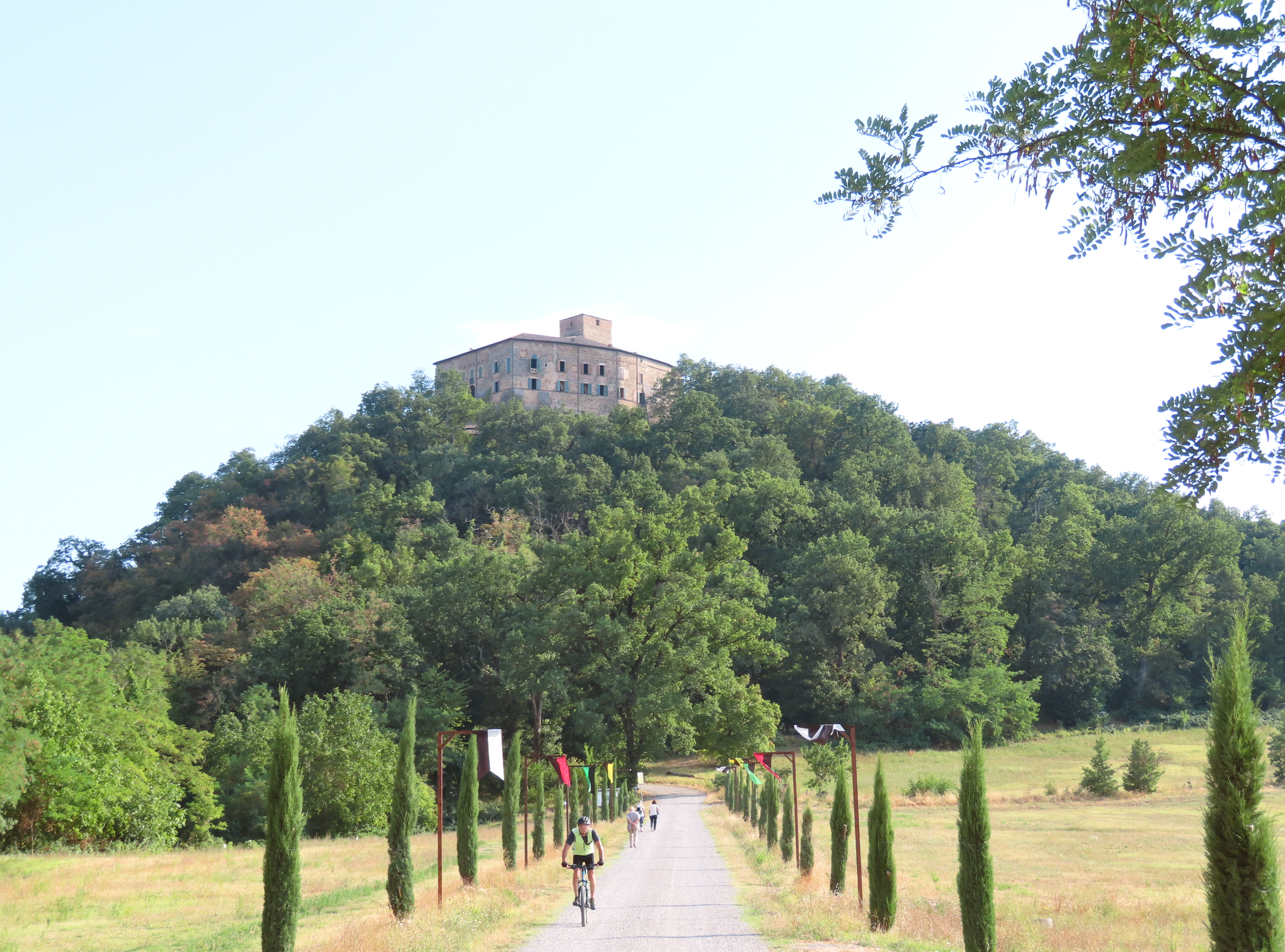
Il castello visto dal viale d'ingresso

I primi cenni storici riguardo all'origine dei quattro torrioni, da cui il nome del borgo di Quattro Castella, sono incerti. La fonte attendibile più antica si colloca 835: si riporta infatti che la regina Cunegonda notifica la cessione di una "Curte de quatuor arcas" a favore del Monastero di Sant'Alessandro a Parma. L'identificazione di tale luogo con il toponimo di Quattro Castella, di cui costituirebbe la prima evidenza documentaria, è tuttavia impossibile da provare con certezza. La prima menzione del Castello di Bianello risale invece al 1022. Nel 1044 la proprietà dei quattro castelli fu acquisita dal casato dei Canossa. Il loro vasto regno si estendeva dal Po alla Toscana. L'Appennino, come cinta muraria naturale agli invasori dal nord, si trovava fortificato con un sistema ininterrotto di castelli, del quale sono parte i quattro torrioni e il castello di Bianello.

## L'epoca matildica e l'episodio dell'incoronazione

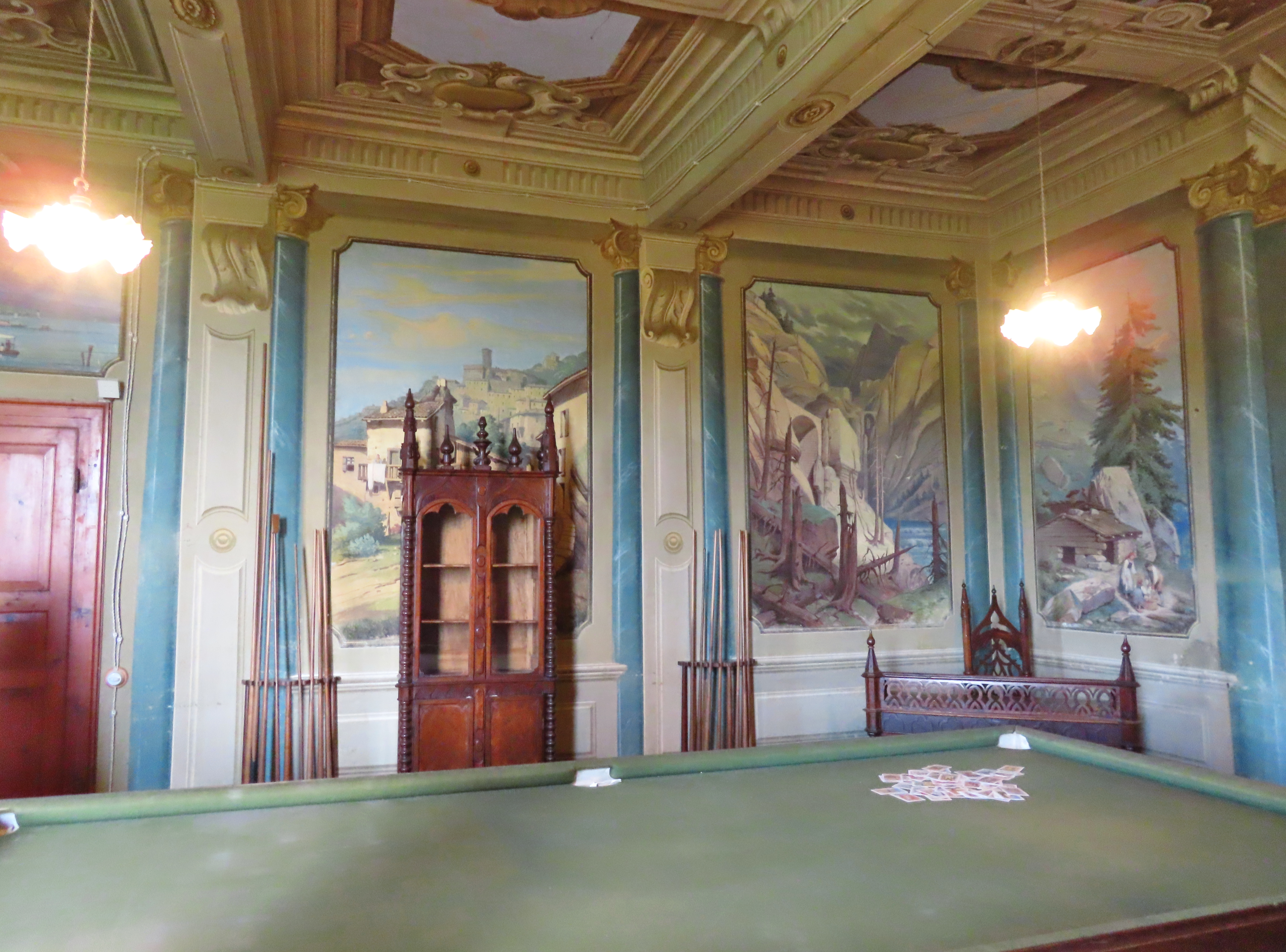
Sala del Biliardo

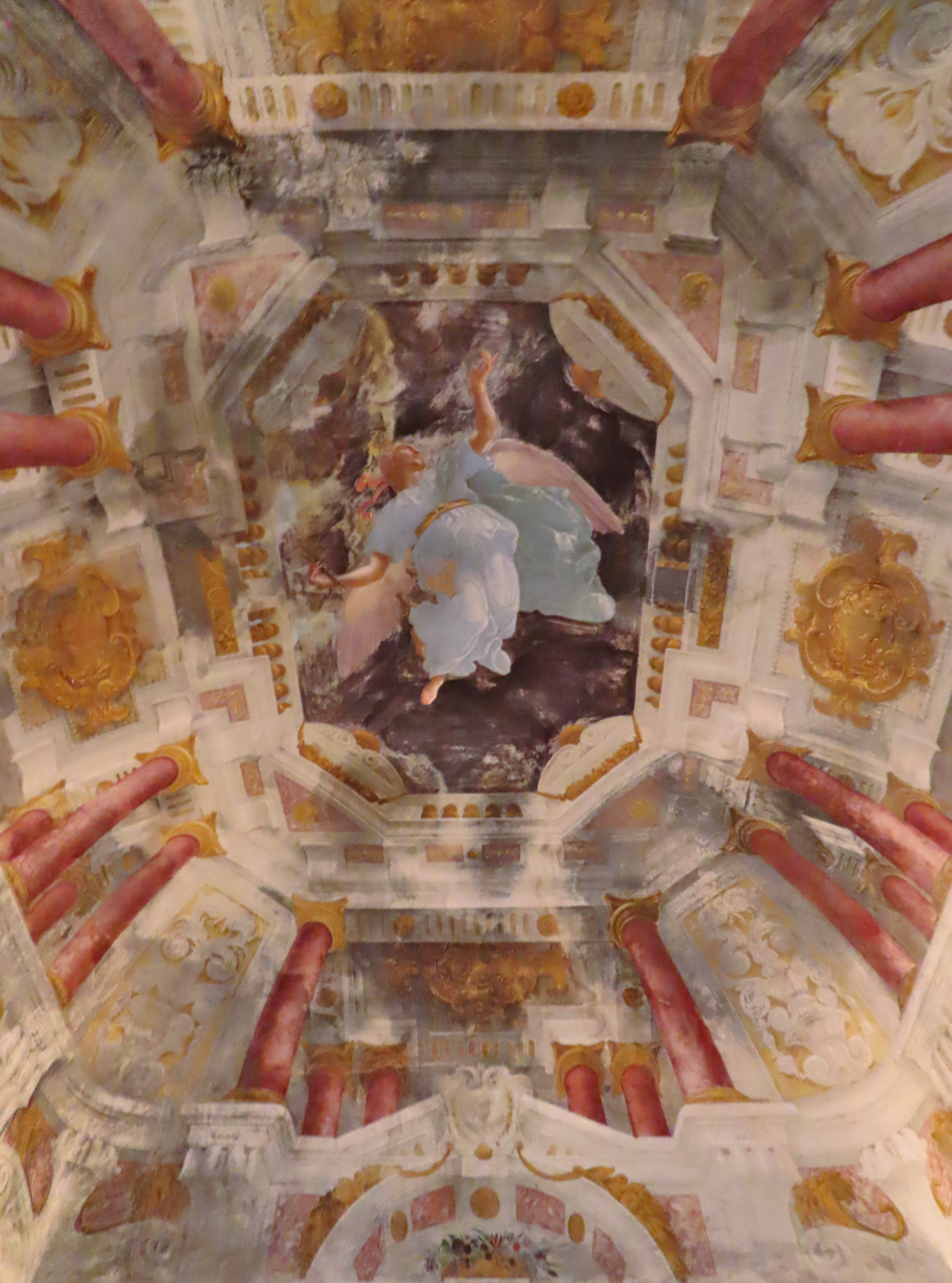
Volta della Sala della Gelosia

La storia del castello è inevitabilmente legata al vicino castello di Canossa e soprattutto all'età dell'oro del dominio dei Canossa, ovvero la reggenza della contessa Matilde di Canossa. Una pietra all'ingresso delle mura dice Comitissae Matildis opus (ovvero “opera della Contessa Matilde”), anche se gli storici sono concordi nel ritenere l'origine molto precedente. In una stanza si può ammirare il famoso dipinto del XIV secolo, che rappresenta la figura di Matilde di Canossa con in mano il fiore del melograno, simbolo della sua reggenza e saggezza. Secondo diverse fonti storiche, Matilde riservava una preferenza particolare per questo maniero, ove risiedeva frequentemente, nel quale venne ospitato Enrico IV penitente, durante la famosa umiliazione di Canossa, prima dell'incontro del 1077. Sempre qui, nel 1111, Matilde di Canossa ha ricevuto anche il figlio primogenito di Enrico IV, l'imperatore Enrico V, di ritorno da Roma ove era stato incoronato imperatore, sanando la frattura politica consumatasi fra il Papato e il Sacro Romano Impero durante la reggenza del padre. Nel castello lo stesso Enrico V proclama Matilde di Canossa "Viceregina d'Italia" e vicaria imperiale in Italia, un evento storico di grande portata, che condusse ad una stagione di pace, culminando dieci anni dopo nel concordato di Worms. Ogni anno, comunemente l'ultima domenica di maggio, tale episodio è rievocato nel Corteo Storico Matildico.

## L'epoca canossana

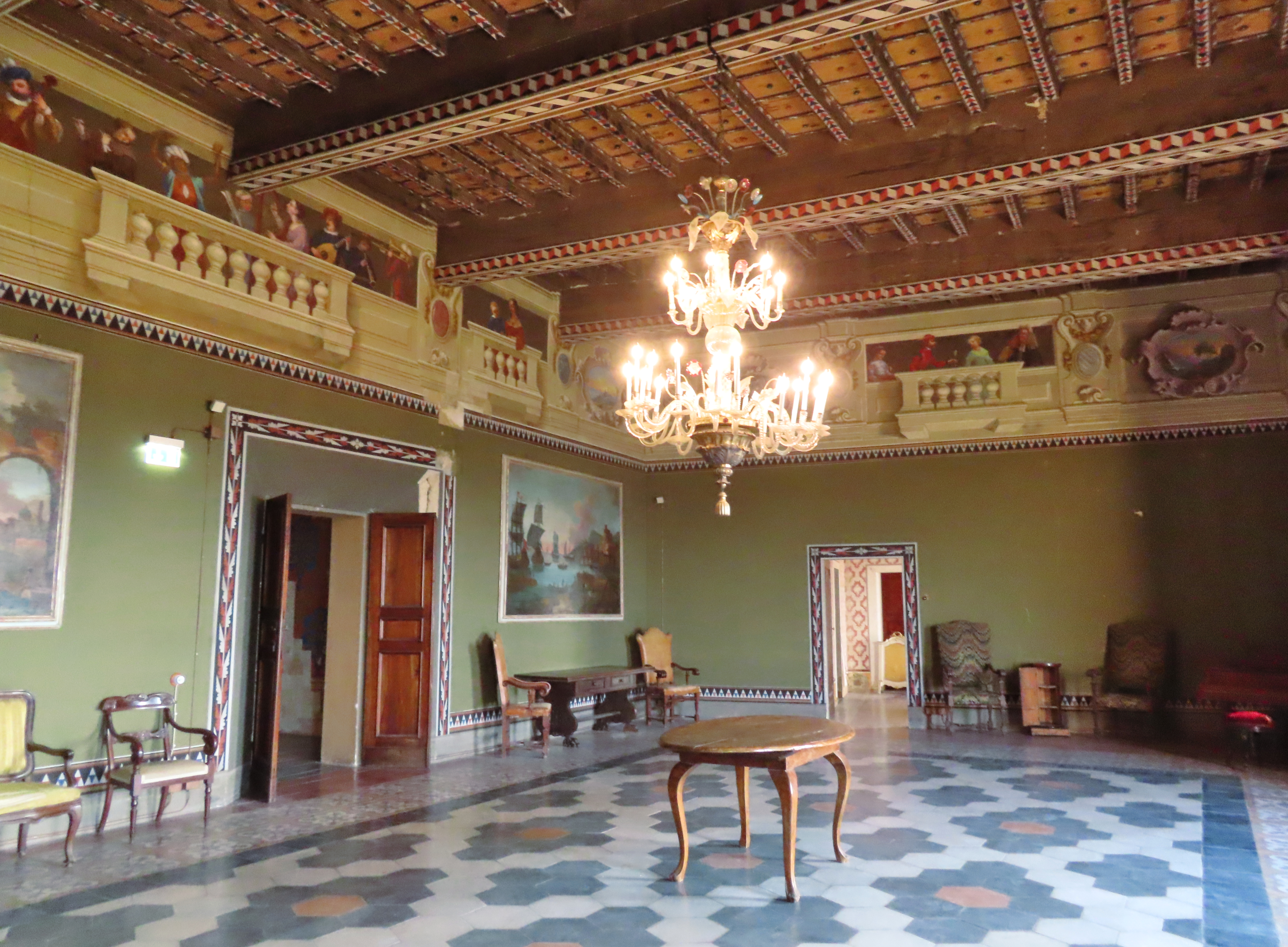
Sala di Rappresentanza

Nel 1160, con la cessione della fortezza da parte del duca Guelfo a favore di Guido di Canossa, si dette origine ad un nuovo e separato ramo della dinastia dei Canossa, un ramo per l'appunto detto Bianello. Nei primi anni del XIV secolo tal Giberto III da Correggio riuscì ad impossessarsi del castello di Bianello e del castello adiacente, ovvero Monte Lucio. Nel 1342, il controllo dei 4 colli cadrà nelle mani di un'altra famiglia che si nominerà "da Canossa" (difficile dire se avesse o meno rapporti di sangue con Matilde). Come fonti storiche testimoniano, nel 1358 Gabriotto di Canossa ottenne l'investitura direttamente dall'imperatore Carlo IV. Tale investitura ottiene la conferma nel 1459 per mano dell'imperatore Federico III a favore di Nicolò Canossa, figlio di Alberto. Questo ramo della dinastia Canossa conserva il castello fino al 1742, anno in cui viene venduto al conte Giovanni Gabbi.

## L'epoca moderna

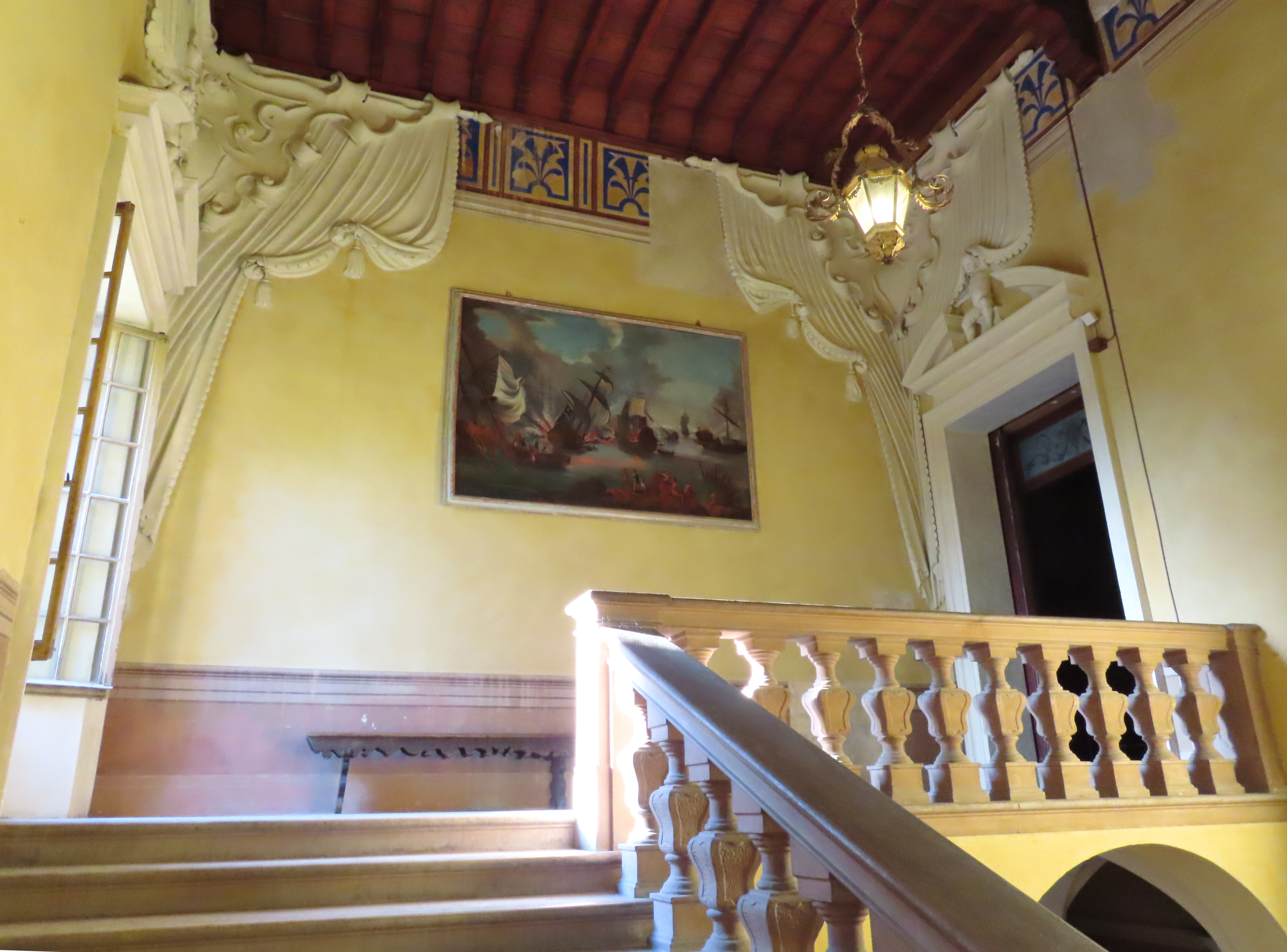
Scalone

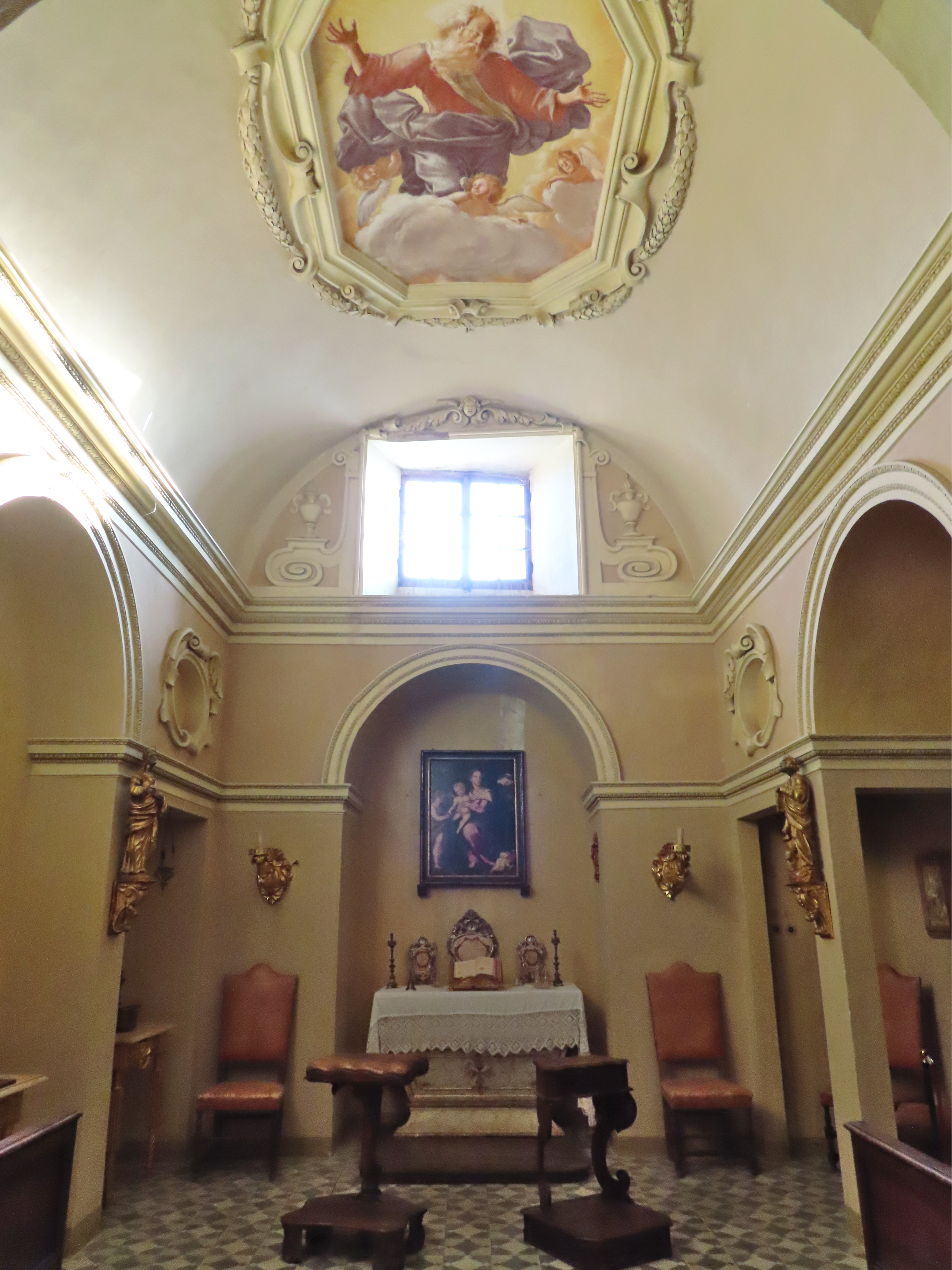
Cappella di San Giovanni Battista

Il feudo di Bianello, ufficialmente soppresso nel 1796, fu riacquistato dalla famiglia Gabbi nel 1803 e il casato degli Estensi, in conseguenza agli avvenimenti della Restaurazione, scelse il castello come prima sede del municipio di Quattro Castella. Con la nascita del Regno d'Italia e la conseguente unificazione, il castello fu prima adibito ad un impiego essenzialmente militare, in quanto vi venne collocata una caserma, poi fu venduto tramite asta pubblica nel 1867, e fu acquisito dal dott. Luigi Caggiati, originario di Parma, che ne trasformò la struttura, adeguandolo all'impiego come residenza estiva. Nel 1881 venne nuovamente venduto dalla famiglia Caggiati all'armatore genovese Giovanni Battista Bacigalupo, ereditato dal figlio Carlo. Nel 1897 fu acquistato dalla famiglia del conte Girolamo Cantelli (famiglia Cantelli-Cremonini) che ne rimase proprietaria fino all'acquisto nel 2003 da parte del comune di Quattro Castella.